# Подгора (Дубровачко Примор'є)
42°50′ пн. ш. 17°50′ сх. д. / 42.83° пн. ш. 17.84° сх. д.
Подгора (хорв. Podgora) — населений пункт у Хорватії, у Дубровницько-Неретванській жупанії у складі громади Дубровачко Примор'є.

## Населення
Населення за даними перепису 2011 року становило 19 осіб.
Динаміка чисельності населення поселення: